# Faîne

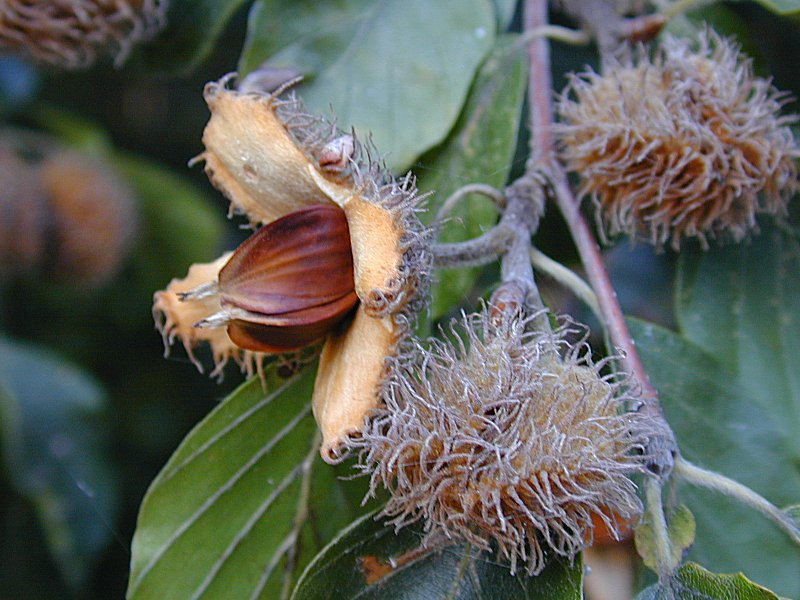
Faînes dans leurs cupules.

La faîne ou faine est le fruit du hêtre. La faînée ou fainée est la récolte des faînes, elle désigne aussi le semis naturel du hêtre en sylviculture. La « grande fainée » correspond à une année d’abondante récolte liée à de fortes températures estivales.

## Définition botanique
Du point de vue botanique, les faînes sont des akènes de la catégorie des nucules : leur paroi, le péricarpe, est dure et ne s'ouvre pas pour libérer les graines. Elles ont la forme de tétraèdres et ressemblent à de minuscules châtaignes triangulaires. Chaque faîne contient en général une seule graine, sans albumen, dont les cotylédons pliés en accordéon servent de tissu de réserve nourricière pour la future plantule. Ses téguments externes participent à sa dormance profonde.
Elles sont enfermées par deux, parfois trois ou quatre, dans une cupule ligneuse hérissée d'épines recourbées molles, issue de la condensation de l'involucre floral, parfois appelée autrefois « brou ». Celle-ci s'ouvre par quatre fentes (parfois 3) pour former autant de valves.
En forêt de plaine, la faînée de Fagus sylvatica produit en moyenne 500 faînes pleines et 250 faînes vides par mètre carré.

## Consommation
Les faînes sont des fruits secs riches en lipides (elles contiennent 40 % de matières grasses constituées de 75 % d'acides non saturés) et glucides. Elles sont comestibles, mais les tanins les rendent légèrement astringentes pour l'homme, voire légèrement toxiques si elles sont consommées en grande quantité, en raison de la présence d'une substance nommée « fagine ». Celle-ci, absorbée en excès, peut effectivement provoquer des troubles intestinaux, crampes ou diarrhées, ou des nausées. Il se trouve cependant que la fagine est en fait de la choline, une molécule indispensable au bon fonctionnement du système nerveux, dont la carence est néfaste, et qui pourrait prévenir certaines affections neurologiques comme les maladies de Gilles de la Tourette ou d'Alzheimer.
Consommation réglementée : Dans le passé, la récolte des faînes (et des glands, récolte étendue par la jurisprudence aux noisettes et autres produits des bois) a souvent été réglementée, comme le montrent les adjudications de faînes et/ou glands conservées dans les archives nationales et départementales des Eaux et Forêts ou cités dans la littérature.

### Consommation animale
Les faînes constituent un apport de nourriture pour les animaux des forêts : macrofaune (sangliers, chevreuils, cerfs...) ou microfaune (oiseaux : mésange nonnette, pinsons, pics par exemple ; rongeurs : muscardin, loir, écureuil, mulot, campagnol ; blaireau…) peu avant l'hiver au moment de la glandée,. Ces animaux participent à leur dissémination (zoochorie).
Les faînes servaient autrefois, comme les glands, à nourrir les porcs que l'on menait à cet effet en forêt. À cet égard, en France, un « droit de faînée » s'est souvent calqué sur le droit de glandée. Une ordonnance prise en 1669 par Colbert interdit d'enlever (sauf autorisation du roi ou des « Maîtres des Eaux et Forêts ») certaines productions des forêts, dont « d'herbages, de glauds ou de faines ».
Durant la Révolution, on interdit le pâturage des porcs dans les bois contenant des hêtres (ils nuisent à la régénération en mangeant toutes les faînes) mais on autorise la collecte par les hommes des faînes et glands et autres fruits sauvages (ce qui pourra donner lieu à des surexploitations de ressources) dans les bois nationaux.

### Consommation humaine

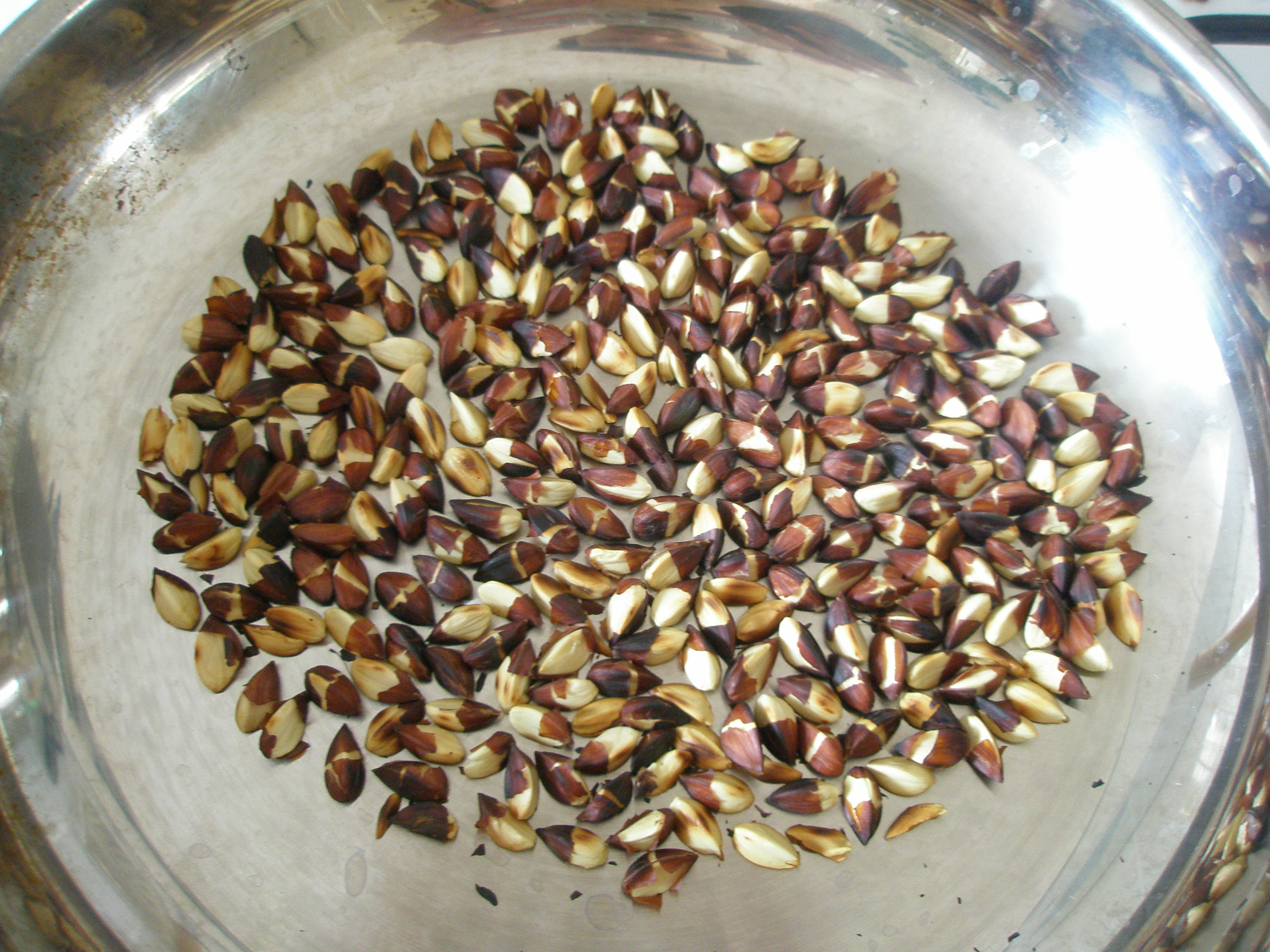
Faînes grillées.

La faîne faisait partie de l'alimentation en Grèce antique. Les faînes crues contiennent une grande quantité d'acide oxalique et de la triméthylamine. Ce dernier composé est toxique si on le mange en grande quantité, mais griller les faînes en réduit la teneur.
En période de disette, elles étaient consommées à la campagne comme aliment d'appoint. On pouvait les faire bouillir comme des châtaignes ou les broyer pour en faire un beurre aux propriétés vermifuges et parasiticides. Les graines, après avoir été mises à macérer dans l'eau pour en évacuer les tanins, pouvaient également être moulues en farine. Aujourd'hui, on utilise plutôt les faînes grillées comme amuse-gueule apéritifs ou garniture de salades.

#### Huile de faîne
Elles étaient également pressées pour obtenir une huile comestible, a priori exempte de fagine et ne rancissant pas facilement. Cette huile pouvait aussi être utilisée pour l'éclairage. Cette huile est de nouveau produite à l'époque moderne, comme huile consommable alternative mais aussi notamment à des fins cosmétiques.

## Galerie

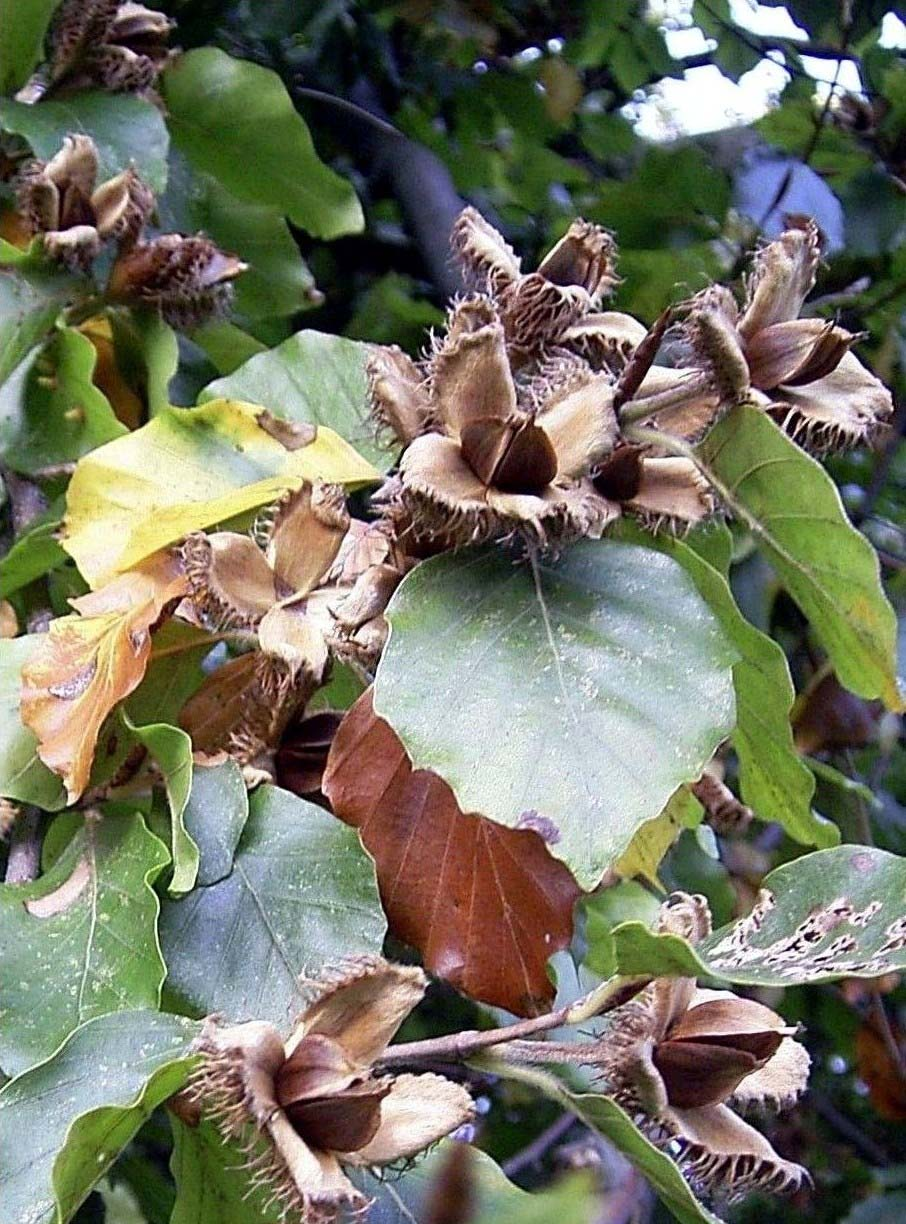
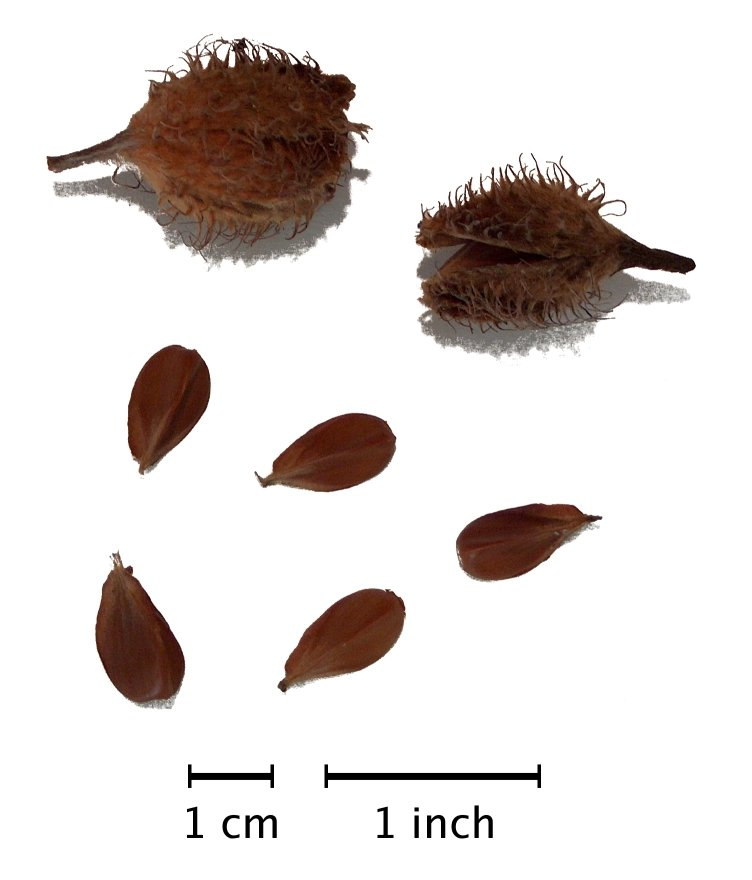
Taille relative.
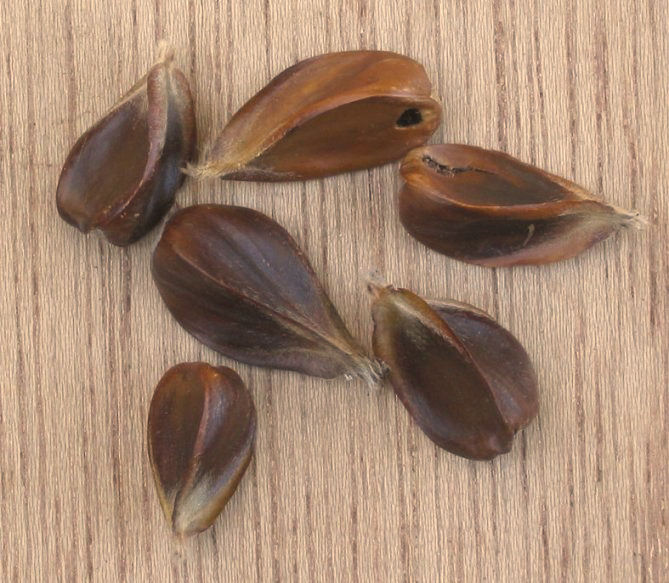
Faînes individuelles. Celle du haut a été mangée par un ver, comme on le voit au trou qu’il a laissé.
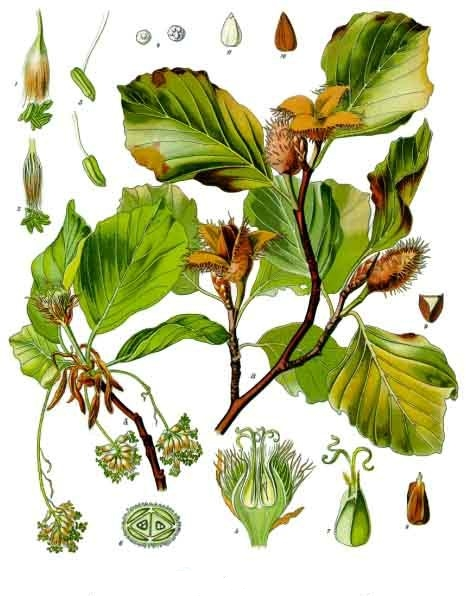
Planche botanique.